# Carlotta di Borbone (regina di Cipro)
Carlotta di Borbone (1388 – Nicosia, 15 gennaio 1422) principessa francese appartenente alla dinastia dei Borbone fu Regina consorte di Cipro e Gerusalemme e di Armenia, dal 1411 alla sua morte.

## Biografia

### Infanzia

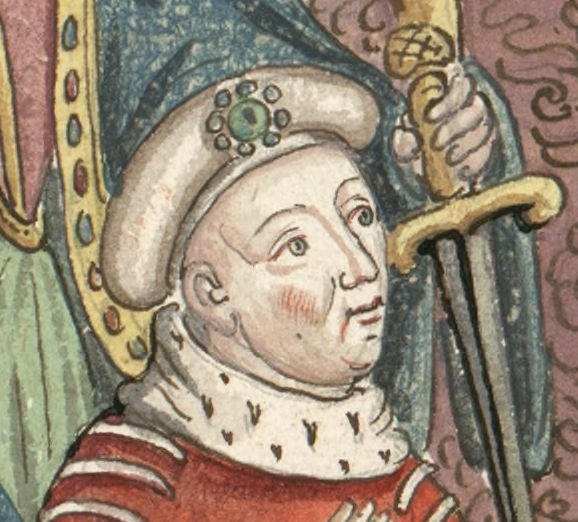
Giovanni I di Borbone-La Marche

Secondo lo storico e genealogista francese, Pierre de Guibours, detto Père Anselme de Sainte-Marie o più brevemente Père Anselme, nel suoHistoire généalogique et chronologique de la maison royale de France, Carlotta era figlia del Conte di La Marche, Giovanni di Borbone-La Marche e della Contessa di Vendôme e di Castres, Caterina di Vendôme, che sempre secondo Père Anselme, era la figlia di Giovanni VI di Vendôme, Conte di Vendôme e di Castres e di Giovanna di Ponthieu, signora d’Épernon, figlia di Giovanni di Ponthieu, Conte di Aumale, Signore di Montgomery, d’Épernon, di Noyelles-sur-Mer e di Fontaine-Guérard e di Caterina d’Artois.

Giovanni di Borbone-La Marche, ancora secondo Père Anselme, era il figlio maschio secondogenito del secondo Conte di la Marche del casato dei Borbone, Conte di Ponthieu e connestabile di Francia, Giacomo I e della moglie, Giovanna di Chatillon Saint-Paul, figlia di Ugo di Châtillon, Signore di Condé, e di Giovanna di Dargies.
Carlotta era la figlioccia del re di Francia, Carlo VI ed era considerata una delle principesse più belle di quegli anni.

### Matrimonio

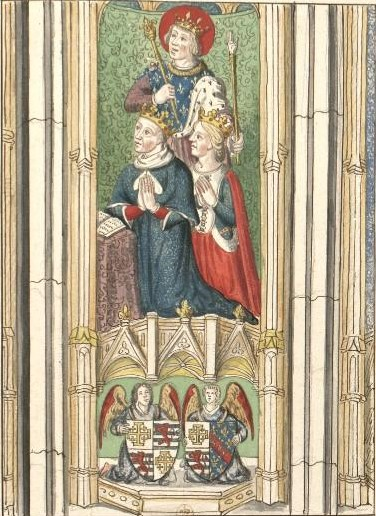
Giano di Lusignano e Carlotta di Borbone in una miniatura d'epoca

Sia secondo Père Anselme, che secondo Les familles d'outre-mer, Carlotta fu data in sposa, a Melun, il 2 agosto 1409 al re di Cipro, re titolare di Gerusalemme e pretendente al trono armeno di Cilicia, Giano di Lusignano, che, ancora secondo Les familles d'outre-mer, era il figlio maschio primogenito del re di Cipro, re titolare di Gerusalemme, pretendente al trono armeno di Cilicia, Giacomo I (verso il 1334 – 1398) e della principessa appartenente alla dinastia dei Brunswick-Grubenhagen, Helvis o Helisia (1343-1422), primogenita e unica figlia femmina del duca Filippo di Brunswick-Grubenhagen (circa 1332 – 4 agosto 1369 o 1370), connestabile di Gerusalemme, e della prima moglie Helisia o Alice di Dampierre, figlia di Oddone di Dampierre e Isabella di Lusignano, citati da Les familles d'outre-mer e dalla Chroniques d'Amadi et de Strambaldi. T. 1.
Le nozze d Carlotta e Giano erano state celebrate per procura, come conferma la lettera delle Histoire de l'île de Chypre sous le règne des princes de la maison de Lusignan, Volume 2, datata 10 gennaio 1409.
Giano era al suo secondo matrimonio, avendo sposato in prime nozze la nobildonna milanese Anglesia o Eloisa Visconti (1377 – 1439), che, secondo la Storia di Milano, era la figlia ultimogenita di Bernabò Visconti, Signore di Bergamo, Brescia, Cremona, Soncino, Lonato e Valcamonica e, insieme ai fratelli Matteo II e Galeazzo II, co-Signore di Milano, e di Beatrice Regina della Scala, dalla quale si era separato nel 1407, ed aveva ottenuto il divorzio, nel 1409, ma il matrimonio tra Carlotta e Giano non fu considerato valido per circa due anni, in quanto Anglesia si era opposta alla prima sentenza di divorzio.
Carlotta, come conferma anche la Chroniques d'Amadi et de Strambaldi. T. 1, arrivò a Cipro, nel 1411, e le nozze furono celebrate a Nicosia, il 25 agosto di quello stesso anno, nella Cattedrale di Santa Sofia.
Con questo matrimonio, Giano cercava un'alleanza con la Francia, in effetti il regno di Cipro si trovava da oltre trent'anni sotto il protettorato della repubblica di Genova, che si era accaparrata il monopolio del commercio cipriota, privando così la corona dei suoi mezzi finanziari. Il regno di Francia era sufficientemente potente da poter minacciare Genova, costringendola ad abbandonare il suo protettorato. Sfortunatamente il sovrano francese era soggetto ad attacchi periodici di pazzia e il re d'Inghilterra Enrico V ne approfittò per invadere la Francia e sconfiggere la cavalleria francese ad Azincourt (25 ottobre 1415), frustrando totalmente le speranze cipriote.

### Ultimi anni e morte
Tra il 1421 ed il 1422, morirono sia Carlotta, di peste, che la suocera, Helvis o Helisia di Brunswick-Grubenhagen, che furono tumulate nella chiesa di San Domenico a Nicosia, accanto al padre di Giano, Giacomo I. 
Dopo la morte di Carlotta, un'armata di mamelucchi sbarcò sull'isola, sconfisse le truppe cipriote il 7 luglio 1426, nella battaglia a Choirokoitia, dove il fratello del re Giano, Enrico, principe titolare di Galilea, comandante militare fu ucciso e il re Giano fu preso prigioniero e condotto al Cairo, poi conquistò e saccheggiò Nicosia.

Per la liberazione di Giano fu pagato un riscatto di 200.000 ducati veneziani, in quello stesso anno (1426) e sol nel 1427, gli fu permesso di recarsi ad Alessandria, dove una flotta di cinque navi lo riportò a Cipro e il 15 marzo sbarcò a Cipro e il arrivò a Nicosia accolto solennemente con grandi festeggiamenti.

## Discendenza
Carlotta a Giano di Lusignano diede cinque figli:
- maschio, soffocato nella culla
- Giovanni (1418 – 1458), succeduto al padre con il nome di Giovanni II;
- Giacomo († 1426), siniscalco di Cipro
- Anna (1419 – 1462), andata sposa nel 1433 a Luigi I, duca di Savoia
- Maria († dopo il 1437), fidanzata a Filippo di Borbone (nato verso il 1430), signore di Beaujeu, morto giovane prima del matrimonio.

## Ascendenza
|                                 |                        |                              | Genitori               |  |  | Nonni |  |  | Bisnonni           |  |  | Trisnonni           |  |
|                                 |                        |                              |                        |  |  |       |  |  | Luigi I di Borbone |  |  | Roberto di Clermont |  |
|                                 |                        |                              |                        |  |  |       |  |  | Luigi I di Borbone |  |  | Roberto di Clermont |  |
|                                 |                        | Beatrice di Borgogna-Borbone |                        |  |  |       |  |  | Luigi I di Borbone |  |  |                     |  |
| Giacomo I di Borbone-La Marche  |                        |                              |                        |  |  |       |  |  | Luigi I di Borbone |  |  |                     |  |
|                                 |                        | Maria di Avesnes             | Giovanni I di Hainaut  |  |  |       |  |  |                    |  |  |                     |  |
|                                 |                        | Maria di Avesnes             | Giovanni I di Hainaut  |  |  |       |  |  |                    |  |  |                     |  |
|                                 |                        | Maria di Avesnes             | Filippa di Lussemburgo |  |  |       |  |  |                    |  |  |                     |  |
| Giovanni I di Borbone-La Marche |                        | Maria di Avesnes             |                        |  |  |       |  |  |                    |  |  |                     |  |
|                                 |                        | Ugo di Châtillon             | …                      |  |  |       |  |  |                    |  |  |                     |  |
|                                 |                        | Ugo di Châtillon             | …                      |  |  |       |  |  |                    |  |  |                     |  |
|                                 |                        | Ugo di Châtillon             | …                      |  |  |       |  |  |                    |  |  |                     |  |
| Giovanna di Châtillon           |                        | Ugo di Châtillon             |                        |  |  |       |  |  |                    |  |  |                     |  |
|                                 |                        | Giovanna d'Argies            | …                      |  |  |       |  |  |                    |  |  |                     |  |
|                                 |                        | Giovanna d'Argies            | …                      |  |  |       |  |  |                    |  |  |                     |  |
|                                 |                        | Giovanna d'Argies            | …                      |  |  |       |  |  |                    |  |  |                     |  |
| Carlotta di Borbone             |                        | Giovanna d'Argies            |                        |  |  |       |  |  |                    |  |  |                     |  |
|                                 | Burcardo VI di Vendôme | …                            |                        |  |  |       |  |  |                    |  |  |                     |  |
|                                 | Burcardo VI di Vendôme | …                            |                        |  |  |       |  |  |                    |  |  |                     |  |
|                                 | Burcardo VI di Vendôme | …                            |                        |  |  |       |  |  |                    |  |  |                     |  |
| Giovanni VI di Vendôme          | Burcardo VI di Vendôme |                              |                        |  |  |       |  |  |                    |  |  |                     |  |
|                                 |                        | Alice di Bretagna            | …                      |  |  |       |  |  |                    |  |  |                     |  |
|                                 |                        | Alice di Bretagna            | …                      |  |  |       |  |  |                    |  |  |                     |  |
|                                 |                        | Alice di Bretagna            | …                      |  |  |       |  |  |                    |  |  |                     |  |
| Caterina di Vendôme             |                        | Alice di Bretagna            |                        |  |  |       |  |  |                    |  |  |                     |  |
|                                 |                        | Giovanni II di Ponthieu      | …                      |  |  |       |  |  |                    |  |  |                     |  |
|                                 |                        | Giovanni II di Ponthieu      | …                      |  |  |       |  |  |                    |  |  |                     |  |
|                                 |                        | Giovanni II di Ponthieu      | …                      |  |  |       |  |  |                    |  |  |                     |  |
| Giovanna di Ponthieu            |                        | Giovanni II di Ponthieu      |                        |  |  |       |  |  |                    |  |  |                     |  |
|                                 |                        | Caterina d'Artois            | …                      |  |  |       |  |  |                    |  |  |                     |  |
|                                 |                        | Caterina d'Artois            | …                      |  |  |       |  |  |                    |  |  |                     |  |
|                                 |                        | Caterina d'Artois            | …                      |  |  |       |  |  |                    |  |  |                     |  |
|                                 |                        | Caterina d'Artois            |                        |  |  |       |  |  |                    |  |  |                     |  |

### Fonti primarie
- (IT)  Chroniques d'Amadi et de Strambaldi. T. 1.
- (LA)  Histoire de l'île de Chypre sous le règne des princes de la maison de Lusignan, Volume 2.

### Letteratura storiografica
- (FR)  Les familles d'outre-mer.
- (IT)  Storia di Milano: Cronologia.
- (IT)  Storia di Milano: Personaggi.
- (FR)  "Histoire%20de%20la%20maison%20de%20Chastillon-sur-Marne"&pg=PT148#v=onepage&q&f=false Histoire De La Maison De Chastillon Svr Marne.
- (FR)  Histoire généalogique et chronologique de la maison royale de France.